# Melania Ridge
Melania Ridge är en bergstopp i Antarktis. Den ligger i Östantarktis. Nya Zeeland gör anspråk på området. Toppen på Melania Ridge är 232 meter över havet, eller 1 meter över den omgivande terrängen. Bredden vid basen är 0,06 km.
Terrängen runt Melania Ridge är varierad. Trakten är obefolkad. Det finns inga samhällen i närheten. 